# Gschöllkopf
Der Gschöllkopf ist ein 2039 m ü. A. hoher Berg im Rofan, einer Untergruppe der Brandenberger Alpen im österreichischen Bundesland Tirol.

## Beschreibung
Der Gschöllkopf erhebt sich auf dem Gemeindegebiet von Eben direkt über der Mauritzalm und ist von dort auch unschwierig erreichbar.

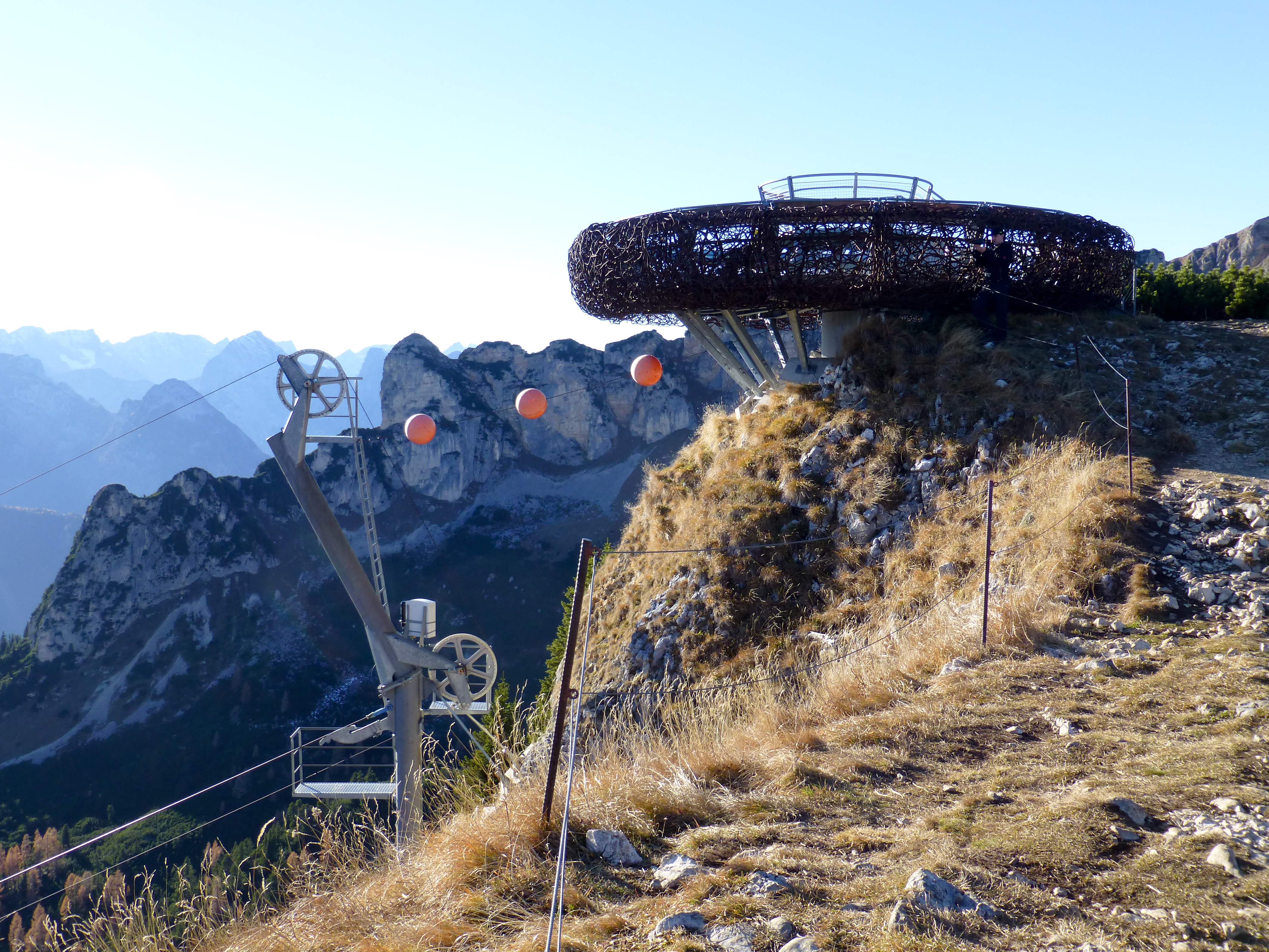
Aussichtsplattform Adlerhorst

Auf seinem Gipfel befindet sich die Aussichtsplattform Adlerhorst, von der sich ein sehr guter Ausblick in alle Richtungen bietet. Bis etwas unterhalb des Gipfels führt von der Talstation nahe der Mauritzalm die Seilbahn AirRofan, die den sogenannten Skyglider in einer Art Seilrutsche bietet.